# Ghiacciaio Ninnis
Il ghiacciaio Ninnis è un vasto ghiacciaio situato nella Terra di Giorgio V, in Antartide. Il ghiacciaio, ricco di crepacci e di avvallamenti, scende molto ripidamente dall'Altopiano Antartico scorrendo verso nord-est fino ad arrivare al mare, a sud-est dell'isola Dixson, aprendosi in un'ampia valle e formando sul mare una lingua glaciale lunga oltre 50 km, la quale fa anche da sponda occidentale alla baia di Buckley.

## Storia
Il ghiacciaio Ninnis è stato scoperto nel corso della spedizione Aurora, svoltasi dal 1911 al 1914 e comandata da Douglas Mawson, ed è stato così battezzato proprio da quest'ultimo in onore del tenente Belgrave Edward Sutton Ninnis, un membro della squadra orientale della spedizione (chiamata "Far Eastern Party"), il quale perse la vita il 14 dicembre 1912 cadendo in un crepaccio durante un'esplorazione in slitta. Ninnis faceva parte di una squadra di tre uomini, gli altri due erano Xavier Mertz e lo stesso Mawson, che nel novembre 1912 era partita dalla costa per condurre un'esplorazione dell'entroterra della Terra di Giorgio V. Dopo la sopraccitata caduta di Ninnis, il quale precipitò assieme a sei cani e alla maggior parte del cibo, Mertz e Mawson dovettero girarsi e fare rotta per il campo base, che distava 500 km. Dei due, solo Mawson vi arrivò, l'8 febbraio 1912, mentre Mertz morì durante il viaggio. Il primo ghiacciaio che i due incontrarono sulla strada del ritorno fu quello che poi venne battezzato "ghiacciaio Ninnis", mentre a Mertz fu intitolato il ghiacciaio su cui trovò la morte e nei cui ghiacci fu sepolto.